# Lac-des-Rouges-Truites
Lac-des-Rouges-Truites – miejscowość i gmina we Francji, w regionie Burgundia-Franche-Comté, w departamencie Jura.
Według danych na rok 1990 gminę zamieszkiwały 294 osoby, a gęstość zaludnienia wynosiła 15 osób/km² (wśród 1786 gmin Franche-Comté Lac-des-Rouges-Truites plasuje się na 459. miejscu pod względem liczby ludności, natomiast pod względem powierzchni na miejscu 119.).